# Belfalas
Belfalas of Dor-en-Ernil (Nederlands: Land van de Prins) is een zuidelijke regio van Gondor, een land in de fictieve wereld Midden-aarde van schrijver J.R.R. Tolkien.
Belfalas betekent ongeveer Grootkust of Schoonstrand. De Baai van Belfalas is genoemd naar dit gebied. De hoofdstad van de regio is Dol Amroth. Het wordt begrensd door de rivieren Morthond in het westen en de Gilrain in het oosten, en door de uitlopers van de Witte Bergen in het noorden. In het gebied lag ook de Elfse haven Edhellond waarvandaar Legolas samen met de dwerg Gimli naar de Onsterfelijke Landen voer.